# José Giralt
José Giralt Iduate, anche noto come Patache Giralt (L'Avana, 1º marzo 1884 – Madrid, 24 gennaio 1960), è stato un calciatore cubano naturalizzato spagnolo, di ruolo centrocampista o difensore.

## Biografia
Nato a Cuba, si trasferì con la sua famiglia in Spagna quando era piccolo. Aveva due fratelli, Armando e Mario, anche loro calciatori.

## Caratteristiche tecniche
Poteva giocare sia nel ruolo di centrocampista che in quello di difensore.

## Palmarès
- Campeonato Regional Centro: 3

Español Madrid: 1904
Madrid: 1906, 1907
- Coppa di Spagna: 2

Madrid: 1907, 1908
- Campionato catalano: 1

Español: 1912